# Lady in Satin
Lady in Satin è un album discografico della cantante jazz/blues Billie Holiday pubblicato dalla Columbia Records nel 1958, sia in versione mono, numero di catalogo CL 1157, che in versione stereo, numero di catalogo CS 8048. Si tratta del penultimo album pubblicato in vita dalla cantante (l'ultimo disco fu Billie Holiday, registrato nel marzo 1959 e pubblicato appena dopo la sua morte). L'LP originale venne prodotto da Irving Townsend.

## Il disco
Le canzoni presenti su Lady in Satin derivano dalle fonti abituali alle quali la Holiday aveva attinto nei suoi precedenti tre decenni di carriera, e cioè brani tratti dal Great American Songbook e da classici del genere pop. A differenza delle sue abituali incisioni con l'ausilio di un gruppo jazz abbastanza ridotto, in quest'album la Holiday ritorna ad impiegare ampie orchestrazioni con tanto di arpe, violini ed archi, come aveva già fatto in precedenza durante il periodo trascorso alla Decca Records, questa volta però ispirandosi a quanto fatto da Frank Sinatra, Ella Fitzgerald, o Charlie Parker nel suo Charlie Parker with Strings. L'album consiste di brani che la Holiday non aveva mai registrato in precedenza.
I brani, arrangiati dal direttore d'orchestra Ray Ellis, furono registrati in soli tre giorni dal 19 al 21 febbraio 1958.

## Accoglienza
Le reazioni della critica all'album furono alquanto disparate. La voce della Holiday aveva perso parecchia della sua potenza rispetto agli anni passati. L'influente The Penguin Guide to Jazz assegna all'album tre stellette su quattro, ma esprime riserbo circa il disco, descrivendolo come "uno sguardo voyeuristico ad una donna in decadenza".
Lady in Satin è stato ristampato dalla Legacy Records il 23 settembre 1997, rimasterizzato in digitale e con l'aggiunta di quattro tracce bonus. Il produttore occupatosi della riedizione, Phil Schaap, trovò il nastro master inutilizzato della versione stereo di The End of A Love Affair, e incluse un missaggio stereo del brano I'm a Fool to Want You utilizzato sulla versione mono dell'LP. Lady in Satin è stato introdotto nella Grammy Hall of Fame nel 2000.

## Tracce

### Lato 1
1. I'm a Fool to Want You (Joel Herron, Frank Sinatra, Jack Wolf) – 3:23
2. For Heaven's Sake (Elise Bretton, Sherman Edwards, Donald Meyer) – 3:26
3. You Don't Know What Love Is (Gene DePaul, Don Raye) – 3:48
4. I Get Along Without You Very Well (Hoagy Carmichael) – 2:59
5. For All We Know (J. Fred Coots, Sam M. Lewis) – 2:53
6. Violets for Your Furs (Tom Adair, Matt Dennis) – 3:24

### Lato 2
1. You've Changed (Bill Carey, Carl T. Fischer) – 3:17
2. It's Easy to Remember (Lorenz Hart, Richard Rodgers) – 4:01
3. But Beautiful (Johnny Burke, Jimmy Van Heusen) – 4:29
4. Glad to Be Unhappy (Lorenz Hart, Richard Rodgers) – 4:07
5. I'll Be Around (Alec Wilder) – 3:23
6. The End of a Love Affair (Edward Redding) – 4:46 [mono CL 1157 only]

### Bonus tracks ristampa 1997
1. I'm a Fool to Want You [take 3 stereo] – 3:24
2. I'm a Fool to Want You [take 2] – 3:23
3. The End of a Love Affair The Audio Story – 9:49
4. The End of a Love Affair [stereo] – 4:46

## Crediti
- Billie Holiday: voce
- Ray Ellis: arrangiamento e direzione d'orchestra
- George Ockner: violino
- David Soyer: violoncello
- Janet Putnam: arpa
- Danny Bank: flauto
- Phil Bodner: flauto
- Romeo Penque: flauto
- Mel Davis: tromba
- J.J. Johnson: trombone
- Urbie Green: trombone
- Tom Mitchell: trombone
- Mal Waldron: pianoforte
- Barry Galbraith: chitarra
- Milt Hinton: contrabbasso
- Osie Johnson: batteria
- Elise Bretton: coro
- Miriam Workman: coro